# Patrick John
Patrick Roland John (Roseau, 7 de janeiro de 1938 – 6 de julho de 2021) foi o primeiro-ministro da Dominica. Durante seu governo, Dominica ganhou a independência do Reino Unido e ele se tornou o primeiro primeiro-ministro da Dominica. Ele era o líder do Sindicato dos Trabalhadores da Água e dos Aliados e prefeito de Roseau antes de ser eleito para a legislatura em 1970. Assumiu as funções de primeiro-ministro em 1974 após a renúncia de Edward Oliver LeBlanc, permanecendo no cargo até junho de 1979. Depois do protesto em massa que o forçou a renunciar, John tentou sem sucesso derrubar o governo da Primeira Ministra Eugenia Charles com o apoio da Ku Klux Klan (no que se tornou apelidado de "Operação Cão Vermelho"). Como resultado, ele foi preso por doze anos, dos quais ele cumpriu cinco anos. Depois de solto da prisão, foi condenado internacionalmente por pagar propina a FIFA.
John morreu em 6 de julho de 2021, aos 83 anos de idade, no Dominica-China Friendship Hospital.